# Березняки (Ленинградская область)
Березняки (фин. Kasikko) — деревня в Котельском сельском поселении Кингисеппского района Ленинградской области.

## История
Упоминается как пустошь Beresnägh Odhe в Толдожском погосте в шведских «Писцовых книгах Ижорской земли» 1618—1623 годов.
На карте Ингерманландии А. И. Бергенгейма, составленной по шведским материалам 1676 года, она обозначена как деревня Beresnek.
На шведской «Генеральной карте провинции Ингерманландии» 1704 года — как Beresneck.
Как деревня Березова она упомянута на «Географическом чертеже Ижорской земли» Адриана Шонбека 1705 года.
Деревня Березняк обозначена на карте Ингерманландии А. Ростовцева 1727 года.
Затем деревня Березняк упоминается на карте Санкт-Петербургской губернии Я. Ф. Шмидта 1770 года.
На карте Санкт-Петербургской губернии Ф. Ф. Шуберта 1834 года обозначена мыза Березняки помещика Крузе и при ней деревня Березняки.

БЕРЕЗНЯКИ — мыза принадлежит надворному советнику Крузе, число жителей по ревизии: 1 м. п., 4 ж. п.
 
БЕРЕЗНЯКИ — деревня принадлежит надворному советнику Крузе, число жителей по ревизии: 47 м. п., 57 ж. п.; В оной питейный дом.
(1838 год)

В пояснительном тексте к этнографической карте Санкт-Петербургской губернии П. И. Кёппена 1849 года она записана как деревня Beresnak (Kasiko) (Березняки) и указано количество её жителей на 1848 год: савакотов — 2 ж. п., всего 2 человека, води — 61 м. п., 56 ж. п., всего 117 человек.
На карте профессора С. С. Куторги 1852 года отмечены мыза и деревня Березняки.

БЕРЕЗНЯКИ — деревня вдовы надворного советника Крузе, 10 вёрст по почтовой, а остальное по просёлкам, число дворов — 15, число душ — 64 м. п. (1856 год)

БЕРЕЗНЯКИ — деревня, число жителей по X-ой ревизии 1857 года: 75 м. п., 70 ж. п., всего 145 чел.

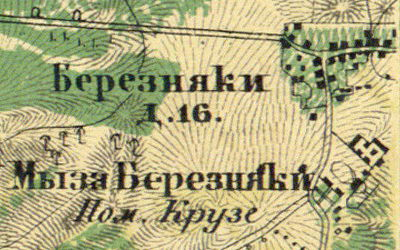
Деревня Березняки на карте 1860 года

Согласно «Топографической карте частей Санкт-Петербургской и Выборгской губерний» в 1860 году деревня Березняки насчитывала 16 крестьянских дворов. Смежно с деревней находилась Мыза Березняки помещика Крузе.

БЕРЕЗНЯКИ — мыза владельческая при колодцах и прудах, число дворов — 1, число жителей: 12 м. п., 13 ж. п.

БЕРЕЗНЯКИ — деревня владельческая при колодцах, число дворов — 17, число жителей: 66 м. п., 74 ж. п.; Часовня. (1862 год)

БЕРЕЗНЯКИ — деревня, по земской переписи 1882 года: семей — 28, в них 83 м. п., 76 ж. п., всего 159 чел.

Согласно материалам по статистике народного хозяйства Ямбургского уезда 1887 года мыза Березняки площадью 1169 десятин принадлежала надворному советнику Н. О. фон Краузе, она была приобретена до 1868 года в мызе был фруктовый сад.

БЕРЕЗНЯКИ — деревня, число хозяйств по земской переписи 1899 года — 32, число жителей: 108 м. п., 87 ж. п., всего 195 чел.
 разряд крестьян: бывшие владельческие; народность: финская — 139 чел., смешанная — 56 чел.

В 1900 году, согласно «Памятной книжке Санкт-Петербургской губернии», мыза Березняки площадью 764 десятины принадлежала дворянину Николаю Фёдоровичу фон Крузе.
В конце XIX — начале XX века деревня административно относилась к Лужицкой волости 2-го стана Ямбургского уезда Санкт-Петербургской губернии. Население деревни было смешанным — водско-русским.
С 1917 по 1922 год деревня Березняки входила в состав Березняцкого сельсовета Котельской волости Ямбургского уезда.
С 1922 года в составе Детсковского сельсовета Котельской волости Кингисеппского уезда.
С 1924 года вновь в составе Березняцкого сельсовета.
С 1925 года в составе Валговицкого сельсовета.
Согласно данным переписи населения СССР 1926 года в деревне Березняки проживали 182 человека, все русские.
С 1927 года в составе Котельского района.
С 1928 года в составе Великинского сельсовета. В 1928 году население деревни Березняки также составляло 182 человека.
С 1931 года в составе Кингисеппского района.
По данным 1933 года деревня Березняки входила в состав Великинского сельсовета Кингисеппского района.

План деревни Березняки. 1938 год

Согласно топографической карте 1938 года деревня насчитывала 37 дворов.
C 1 августа 1941 года по 31 января 1944 года деревня находилась в оккупации.
В 1958 году население деревни Березняки составляло 67 человек.
По данным 1966 и 1973 годов деревня Березняки также находилась в составе Великинского сельсовета.
По данным 1990 года деревня Березняки входила в состав Котельского сельсовета.
В 1997 году в деревне Березняки проживали 28 человек, в 2002 году — 29 человек (русские — 97 %), в 2007 году — 6.

## География
Деревня расположена в северо-восточной части района на автодороге А180 (E 20) (Санкт-Петербург — Ивангород — граница с Эстонией) «Нарва».
Расстояние до административного центра поселения — 18 км.
Расстояние до ближайшей железнодорожной платформы Кямиши — 6 км.

## Демография
| 1862 | 2007 | 2010 | 2017 |
| ---- | ---- | ---- | ---- |
| 165  | ↘6   | ↗10  | ↗14  |

### Национальный состав
Согласно данным Всероссийской переписи населения 2021 года в деревне проживали 38 человек, из них:
 русские — 36, молдаване — 1, украинцы — 1 человек.